# Aida de Acosta

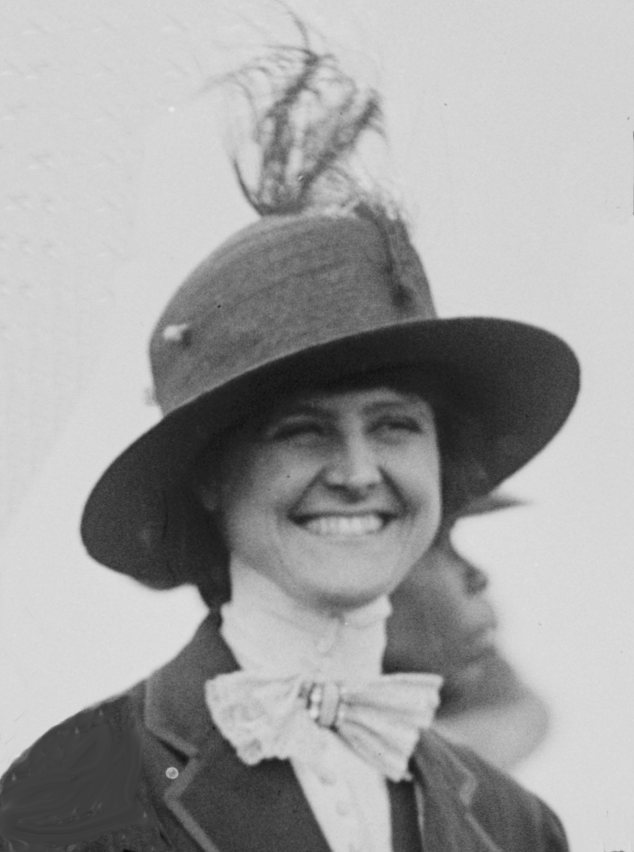
Aida de Acosta

Aida Marta de Acosta Breckinridge (* 28. Juli 1884 in Elberon (New Jersey); † 26. Mai 1962 in Bedford) war die erste amerikanische Frau kubanischer Abstammung, die im Alleinflug ein motorgetriebenes Luftschiff steuerte. Sie machte ihren Flug sechs Monate bevor die Gebrüder Wright ihren berühmten Flug durchführten.

## Leben
Am 27. Juni 1903, als sie mit ihrer Mutter in Paris weilte, sah sie zum ersten Mal Luftschiffe. Bei der Gelegenheit lernte sie den brasilianischen Luftschiffkonstrukteur Alberto Santos Dumont kennen, der zu dieser Zeit Flüge in Paris demonstrierte.

Luftschiff, mit dem sie ihren ersten Soloflug absolvierte

Er unterrichtete Aida de Acosta in der Flugtechnik von Luftschiffen. Sie machte ihren ersten Soloflug mit dem Luftschiff Santos-Dumont No. 9 „La Baladeuse“. Sie flog von Neuilly-sur-Seine, einem Vorort von Paris, zum Parc de Bagatelle, wo sie auf einem Feld landete. Während des Fluges wurde sie von Alberto Santos Dumont auf einem Fahrrad begleitet; er rief ihr die entsprechenden Anweisungen vom Boden aus zu. Die Geschichte über den Erstflug von Aida de Acosta wurde von Helen S. Waterhouse in einem Buch über die Geschichte von weiblichen Piloten im Juli 1933 in den USA veröffentlicht.
1927 heiratete sie Henry Breckinridge, Rechtsanwalt, Fechter, Politiker und ehemaliger Assistant Secretary of War. Gemeinsam mit diesem ist sie Namensgeberin für den Breckinridge Peak, einen Berg in der Antarktis.
Ihre Schwestern Mercedes de Acosta und Rita de Acosta waren US-amerikanische Schriftstellerinnen.